# Festival RTP da Canção 1990
O XXVI Festival RTP da Canção 1990 foi o vigésimo sexto Festival RTP da Canção e teve lugar no dia 10 de Março de 1990 no Casino Estoril, no Estoril.
Os apresentador foram Ana do Carmo e Nicolau Breyner.

## Festival
A RTP em 1990 realizou a sua edição do Festival da Canção a 10 de março, no Salão Preto e Prata do Casino Estoril.
A abertura conteve imagens de arquivo onde se destacaram as do primeiro dia de emissão da RTP, a inauguração da Ponte 25 de abril e o incêndio do Chiado, findando com imagens da fachada do edifício da RTP, na Avenida 5 de Outubro. 
Esta edição seria marcada por uma homenagem à mítica dupla do cinema, que fez delícias aos miúdos e graúdos, “Bucha e o Estica”, celebrando o 100º aniversário do “Estica”, Stan Laurel. No Casino Estoril também estiveram presentes Serenella Andrade, Ana Zanatti, Helena Ramos, Vasco Granja, entre outros. 
À semelhança do ano anterior a estação pública de televisão voltou a endereçar convites às editoras discográficas para se fazerem representar no Festival da Canção e o convite foi aceite por sete editotas que apresentaram os seguintes cantores e respetivas cançóes:
A Edisom concorreu com os Onda Média e o tema "Uma rainha". 
A Ovação contribuiu com as canções "A ilha do tesouro" por João Paulo e o "Terceiro milénio" por Kika.
A MBP resolveu apresentar os Karamuru que interpretaram "Essência da vida"".
A Polygram resolveu concorrer com as canções "Via aérea" por Jorge Fernando e com "Juju e a sua banda" pelos Afonsinhos do Condado.
A editora Discossete apresentou neste festival Toy com "Mais e mais" e Os Helena com o tema "Ele é um playboy".
Nucha foi a aposta da SBK com "Há Sempre Alguém".
A SBS trouxe ao palco do festival Sara Pinto e a canção "Deixa lá o pior já passou".
Este festival decorreu sob a égide Gostamos de estar consigo e, cujos profissionais da RTP proporcionaram uma visita guiada pelos diferentes departamentos, enquanto em palco a homenagem foi para as figuras cómicas do cinema mudo Bucha e Estica.
Na segunda parte deste festival assistimos a medley de canções da Eurovisão por Paulo de Carvalho, Luís Filipe, Dora, Alexandra e Lara Li.
Na terceira parte o júri distrital foi chamado a pronunciar-se e escolheu a canção "Há Sempre Alguém" com interpretação de Nucha como vencedora.
O Prémio de Interpretação foi entregue a Toy pela defesa de "Mais e mais".
| #   | Artista               | Canção                        | Letra (l) / Música (m)                                                                       | Pontuação | Classificação |
| --- | --------------------- | ----------------------------- | -------------------------------------------------------------------------------------------- | --------- | ------------- |
| 1º  | Onda Média            | "Uma rainha"                  | Simas Soeiro (m & l)                                                                         | 6º        | 127           |
| 2º  | João Paulo            | "Na ilha do tesouro"          | João Paulo (m & l)                                                                           | 8º        | 80            |
| 3º  | Karamurú              | "Essência da vida"            | Marco Quelhas (m & l)                                                                        | 2º        | 170           |
| 4º  | Jorge Fernando        | "Via aérea"                   | Jorge Fernando (m & l)                                                                       | 7º        | 102           |
| 5º  | Afonsinhos do Condado | "Juju e a sua banda"          | Eugénio Lopes (m & l)                                                                        | 9º        | 77            |
| 6º  | Toy                   | "Mais e mais"                 | Ricardo e Toy (m & l)                                                                        | 3º        | 145           |
| 7º  | Nucha                 | "Há Sempre Alguém"            | Luís Filipe e Jan Van Dijck (m), Francisco Teotónio Pereira e Frederico Teotónio Pereira (l) | 1º        | 242           |
| 8º  | Kika                  | "Terceiro milénio"            | Eugénio Lopes (m & l)                                                                        | 10º       | 63            |
| 9º  | Os Helena             | "Ele é um playboy"            | Ricardo (m & l)                                                                              | 5º        | 130           |
| 10º | Sara Pinto            | "Deixa lá (o pior já passou)" | Paulo de Carvalho (m), Alexandra Solnado (l)                                                 | 4º        | 140           |